# Ḍamma culbuté souscrit
Le ḍamma culbuté souscrit est une signe diacritique vocalique de l’arwi, une adaptation de l’écriture arabe pour le tamil. Il correspond à la vocalisation courte /e/.